# Аркадий (Фёдоров)
Архиепископ Аркадий (в миру Григорий Фёдорович Фёдоров; 1784 — 8 (20) мая 1870, Александро-Свирский монастырь) — епископ Русской православной церкви, архиепископ Олонецкий и Петрозаводский.

## Биография
Григорий Фёдоров родился в семье дьячка в 1784 году в селе Дмитровском, Покровского уезда, Владимирской губернии. В 1796 году поступил в духовное училище, а в 1800 году во Владимирскую духовную семинарию, которую успешно окончил в 1807 году. Как лучший ученик, он был оставлен в семинарии учителем и преподавал различные предметы.
18 (30) мая 1814 года он принял монашество и 21 мая рукоположен во иеродиакона, а 24 — во иеромонаха. В декабре того же года Аркадий назначен смотрителем Владимирских духовных училищ, а в 1818 году возведён в сан архимандрита и настоятеля Боголюбова монастыря.
В июне 1823 году Аркадий (Фёдоров) был назначен ректором Могилёвской духовной семинарии и настоятелем Оршанского Богоявленского монастыря; в следующем году перемещен ректором Минской духовной семинарии и настоятелем Гразовско-Иоанно-Богословского монастыря.
В 1825 году отец Аркадий становится настоятелем Пинского монастыря; а в 1827 году переведён на должность ректора в Ярославскую семинарию.
3 (15) февраля 1829 года хиротонисан в Казанском соборе столицы Российской империи города Санкт-Петербурга во епископа оренбургской епархии.
Епископ Оренбургский и Уфимский (1828—1831).
8 (20) августа 1831 года, преосвященный Аркадий перемещен на Пермскую кафедру.
25 декабря 1833 (6 января 1834) года он возведён в сан архиепископа.
29 марта (10 апреля) 1851 года повелено ему быть архиепископом Олонецким и Петрозаводским.
Преосвященный Аркадий в Пермской и Олонецкой епархиях вёл ревностнейшую и неутомимейшую борьбу с старообрядческим расколом, и потому вся его литературная деятельность выразилась главным образом в бесчисленных письмах, наставлениях и увещаниях, которые напечатаны в разных духовных изданиях и носят полемический характер. Он старался воздействовать на наиболее авторитетных старообрядцев не только силой принуждения, но и силой убеждения, что имело немалый успех. Владыка стремился всячески облегчить переход в единоверие, обходя, насколько было возможно, строгие предписания. В начале его деятельности в Пермской епархии было всего два единоверческих прихода, к концу же имелось уже 70 приходов, из общего количества 179 в Российской империи. С 1836 по 1851 год архиепископ Аркадий присоединил к единоверию 40863 человек.
В 1854 и 1855 году преосвященного Аркадия вызывали для присутствования в Святейшем Правительствующем Синоде.
В Петрозаводске благодаря его настойчивости началось строительство грандиозного нового собора и здания семинарии, которая с основания в 1829 году не имела собственного помещения. По его инициативе в 1858 году в городе Каргополе было основано «духовное девичье и сиротское училище», впоследствии преобразованное в Олонецкое епархиальное женское училище и в 1874 году переведённое в Петрозаводск.
7 (19) июля 1869 году он был уволен на покой в Александро-Свирский монастырь, где и скончался в схиме 8 (20) мая 1870 года. Погребён в подцерковье монастырского Троицкого собора, под алтарём.